# Moravskoslezská fotbalová liga 2016/2017
V soubojích 26. ročníku Moravskoslezské fotbalové ligy 2016/17 se utkalo 16 týmů každý s každým dvoukolovým systémem podzim–jaro. Tento ročník odstartoval v pátek 5. srpna 2016 úvodním zápasem 1. kola, ve kterém SK Spartak Hulín porazil na svém hřišti HFK Třebíč 3:1 (poločas 1:0). Ročník skončil v sobotu 10. června 2017 zbývajícím zápasem 29. kola (30. kolo bylo předehráno v květnu 2017), ve kterém 1. HFK Olomouc porazil na svém hřišti 1. FC Slovácko „B“ 4:0 (poločas 3:0).
Vzhledem k tomu, že z II. ligy sestoupila 2 mužstva z Moravy a Slezska, sestoupila z tohoto ročníku MSFL poslední 3 mužstva.
Vítězný klub SK Uničov se postupu do druhé nejvyšší soutěže vzdal. B-mužstva prvoligových týmů (Olomouc B, Slovácko B, Zlín B) byla po skončení ročníku odhlášena. Slovácko B hrálo v sezoně 2017/18 1. B třídu Zlínského kraje jakožto bývalé C mužstvo.

## Nové týmy v ročníku 2016/17
- Ze II. ligy 2015/16 sestoupilo do Moravskoslezské fotbalové ligy mužstvo SK Sigma Olomouc „B“.
- Z Divize D 2015/16 postoupilo vítězné mužstvo FK Blansko a z Divize E 2015/16 postoupilo vítězné mužstvo FC Odra Petřkovice.

## Nejlepší střelec
Nejlepším střelcem ročníku se stal uničovský útočník Aleš Krč, který vstřelil 23 branky ve 30 startech.

## Kluby, stadiony a umístění
Poznámka: Tabulka uvádí kluby v abecedním pořadí.
Legenda:
|  | Změny oproti předchozímu ročníku. |
|  | Krajská města.                    |

| Klub                       | Stadion                          | Kapacita | Město/ obec      | Region               |
| -------------------------- | -------------------------------- | -------- | ---------------- | -------------------- |
| FK Blansko                 | Stadion ČKD v Údolní             | 3 500    | Blansko          | Jihomoravský kraj    |
| FC Hlučín                  | Městský fotbalový stadion Hlučín | 2 380    | Hlučín           | Moravskoslezský kraj |
| SK Spartak Hulín           | Sportovní stadion města Hulín    | 2 500    | Hulín            | Zlínský kraj         |
| SK Hanácká Slavia Kroměříž | Stadion Jožky Silného            | 1 528    | Kroměříž         | Zlínský kraj         |
| SK Líšeň                   | Stadion v Kučerově ulici         | 2 000    | Brno             | Jihomoravský kraj    |
| FK Mohelnice               | Městský stadion Mohelnice        | 750      | Mohelnice        | Olomoucký kraj       |
| 1. HFK Olomouc             | Stadion ve Staškově ulici        | 2 900    | Olomouc          | Olomoucký kraj       |
| SK Sigma Olomouc „B“       | Andrův stadion                   | 12 500   | Olomouc          | Olomoucký kraj       |
| FC Viktoria Otrokovice     | Stadion ve Zlínské ulici         | 1 000    | Otrokovice       | Zlínský kraj         |
| FC Odra Petřkovice         | Stadion Odra Petřkovice          | 3 500    | Petřkovice       | Moravskoslezský kraj |
| 1. FC Slovácko „B“         | Na Bělince (Kunovice)            | 3 000    | Uherské Hradiště | Zlínský kraj         |
| HFK Třebíč                 | Horácký stadion                  | 5 000    | Třebíč           | Vysočina             |
| SK Uničov                  | Areál SK Uničov                  | 1 500    | Uničov           | Olomoucký kraj       |
| FC Velké Meziříčí          | Stadion U Tržiště                | 2 500    | Velké Meziříčí   | Vysočina             |
| MFK Vyškov                 | Stadion Za Parkem                | 3 000    | Vyškov           | Jihomoravský kraj    |
| FC Fastav Zlín „B“         | Letná                            | 6 375    | Zlín             | Zlínský kraj         |

## Konečná tabulka
| Poř. | Tým                        | Z  | V  | R  | P  | VG | OG | B  |
| ---- | -------------------------- | -- | -- | -- | -- | -- | -- | -- |
| 1.   | SK Uničov                  | 30 | 18 | 9  | 3  | 72 | 29 | 63 |
| 2.   | SK Sigma Olomouc „B“ (S)   | 30 | 17 | 4  | 9  | 55 | 26 | 55 |
| 3.   | FC Hlučín                  | 30 | 15 | 6  | 9  | 44 | 40 | 51 |
| 4.   | SK Hanácká Slavia Kroměříž | 30 | 14 | 5  | 11 | 54 | 46 | 47 |
| 5.   | SK Spartak Hulín           | 30 | 13 | 8  | 9  | 53 | 50 | 47 |
| 6.   | FC Odra Petřkovice (N)     | 30 | 12 | 9  | 9  | 52 | 45 | 45 |
| 7.   | FC Velké Meziříčí          | 30 | 13 | 4  | 13 | 68 | 66 | 43 |
| 8.   | 1. FC Slovácko „B“         | 30 | 10 | 10 | 10 | 41 | 41 | 40 |
| 9.   | MFK Vyškov                 | 30 | 11 | 6  | 13 | 45 | 43 | 39 |
| 10.  | FC Viktoria Otrokovice     | 30 | 11 | 4  | 15 | 42 | 65 | 37 |
| 11.  | FK Mohelnice               | 30 | 9  | 9  | 12 | 38 | 50 | 36 |
| 12.  | 1. HFK Olomouc             | 30 | 9  | 8  | 13 | 31 | 52 | 35 |
| 13.  | SK Líšeň                   | 30 | 10 | 5  | 15 | 43 | 52 | 35 |
| 14.  | FC Fastav Zlín „B“         | 30 | 9  | 8  | 13 | 53 | 62 | 35 |
| 15.  | HFK Třebíč                 | 30 | 10 | 5  | 15 | 44 | 58 | 35 |
| 16.  | FK Blansko (N)             | 30 | 6  | 6  | 18 | 31 | 41 | 24 |

Poznámky:
- Z = Odehrané zápasy; V = Vítězství; R = Remízy; P = Prohry; VG = Vstřelené góly; OG = Obdržené góly; B = Body; (N) = nováček (minulou sezónu hrál nižší soutěž a postoupil)

|  | Odhlášení B-mužstev        |
|  | Sestup do Divize D 2017/18 |

## Výsledky
|                            | UNI | OLB | HLU | KRO | HUL | PET    | VEM | SLB | VYS | OTR | MOH | HFK | LIS | TRE | ZLB | BLA |
| -------------------------- | --- | --- | --- | --- | --- | ------ | --- | --- | --- | --- | --- | --- | --- | --- | --- | --- |
| SK Uničov                  | —   | 0:0 | 5:1 | 0:1 | 2:3 | 4:0    | 4:2 | 1:1 | 5:0 | 4:0 | 4:0 | 4:1 | 4:0 | 4:1 | 2:2 | 1:0 |
| SK Sigma Olomouc „B“       | 1:1 | —   | 3:0 | 2:0 | 2:0 | 3:0    | 2:0 | 1:0 | 1:0 | 3:0 | 2:0 | 7:0 | 4:0 | 4:2 | 3:0 | 4:0 |
| FC Hlučín                  | 0:2 | 1:0 | —   | 6:0 | 0:2 | 2:2    | 1:0 | 0:0 | 3:1 | 0:1 | 0:0 | 1:1 | 3:2 | 2:1 | 2:1 | 2:1 |
| SK Hanácká Slavia Kroměříž | 1:2 | 3:1 | 0:0 | —   | 1:1 | 0:0    | 3:0 | 2:0 | 2:1 | 5:1 | 3:0 | 2:0 | 1:1 | 0:3 | 2:0 | 0:0 |
| SK Spartak Hulín           | 3:6 | 0:2 | 2:0 | 1:6 | —   | 0:1    | 4:2 | 0:0 | 2:1 | 4:2 | 1:1 | 1:0 | 0:3 | 3:1 | 2:1 | 3:0 |
| FC Odra Petřkovice         | 4:0 | 3:0 | 2:2 | 0:2 | 1:1 | —      | 2:2 | 3:1 | 2:0 | 3:4 | 2:0 | 2:2 | 1:0 | 4:1 | 4:0 | 1:1 |
| FC Velké Meziříčí          | 1:4 | 5:1 | 1:2 | 5:4 | 2:2 | 2:0    | —   | 3:0 | 4:0 | 7:0 | 4:3 | 3:1 | 2:4 | 4:2 | 4:4 | 2:1 |
| 1. FC Slovácko „B“         | 0:1 | 0:0 | 4:2 | 4:3 | 3:2 | 0:2    | 5:3 | —   | 1:1 | 4:0 | 1:0 | 4:1 | 3:3 | 1:0 | 2:0 | 1:0 |
| MFK Vyškov                 | 1:1 | 1:0 | 0:1 | 3:2 | 1:3 | 3:1    | 3:0 | 0:0 | —   | 5:1 | 5:0 | 1:1 | 1:3 | 6:1 | 2:0 | 0:0 |
| FC Viktoria Otrokovice     | 0:2 | 0:0 | 1:3 | 5:0 | 3:2 | 0:3(K) | 4:1 | 1:1 | 0:1 | —   | 1:2 | 4:0 | 2:1 | 2:1 | 0:4 | 1:0 |
| FK Mohelnice               | 0:0 | 3:4 | 3:1 | 0:1 | 2:2 | 4:2    | 1:2 | 2:1 | 1:1 | 1:0 | —   | 1:1 | 2:1 | 3:0 | 1:1 | 0:3 |
| 1. HFK Olomouc             | 2:4 | 2:1 | 0:1 | 2:1 | 0:3 | 0:0    | 1:1 | 4:0 | 2:0 | 0:0 | 0:0 | —   | 2:1 | 3:0 | 2:1 | 1:0 |
| SK Líšeň                   | 1:1 | 2:0 | 1:2 | 1:3 | 1:1 | 3:0    | 0:2 | 1:0 | 0:1 | 2:2 | 2:3 | 2:1 | —   | 0:3 | 1:2 | 1:0 |
| HFK Třebíč                 | 1:1 | 2:0 | 0:3 | 3:2 | 1:1 | 1:1    | 3:1 | 1:0 | 2:1 | 2:3 | 2:3 | 3:0 | 2:3 | —   | 2:2 | 1:0 |
| FC Fastav Zlín „B“         | 2:2 | 0:4 | 3:1 | 3:2 | 2:3 | 6:1    | 4:1 | 3:3 | 3:2 | 0:4 | 2:1 | 4:0 | 1:3 | 0:0 | —   | 2:2 |
| FK Blansko                 | 0:1 | 1:0 | 1:2 | 1:2 | 3:1 | 1:5    | 1:2 | 1:1 | 1:3 | 4:0 | 1:1 | 0:1 | 3:0 | 1:2 | 4:0 | —   |

Poznámky:
- Utkání mezi Viktorií Otrokovice a Odrou Petřkovice, které se hrálo 18. března 2017 a skončilo 2:2, bylo později kontumováno 3:0 ve prospěch Petřkovic.